# Schilderfestival Noordwijk
Het Schilderfestival Noordwijk is een festival dat sinds 1999 jaarlijks plaatsvindt in de Nederlandse plaats Noordwijk, vanaf de derde maandag in juni tot en met de daaropvolgende zondag.
Gedurende de week kunnen kunstschilders schilderijen maken, die tijdens een expositie ter verkoop worden aangeboden aan het publiek. Ook worden er workshops gehouden die aansluiten bij het maken van schilderijen. 's Zondags, bij de sluiting van het festival, wordt een gedeelte van de niet verkochte werken door Sotheby's ter veiling aangeboden aan het publiek.